# 1925年8月4日月食
1925年8月4日月食为一次在协调世界时1925年8月4日出現的月偏食。該次月食半影食分為1.716、全影食分為0.752。偏食維持了85分。

## 概述
這次月食的食分是20.94，偏食維持了85分。

## 基本參數
- 類型：月偏食
- 食甚資料：
  - 日期：1925年8月4日
  - 時間：11:53
  - 月球位置：赤經20.94度、赤緯-17.9度
  - 食分：半影食分：1.716、全影食分：0.752
  - 持續時間：偏食85分

## 外部連結
- NASA月食專頁（页面存档备份，存于）（英文）